# کولومرزواخ
کولومرزواگ (به هلندی: Kollumerzwaag) یک منطقهٔ مسکونی در هلند است که در کلومرلاند ان‌نیوکرایس‌لاند واقع شده‌است. کولومرزواگ ۲٬۹۹۲ نفر جمعیت دارد.